# Фотограф (фильм, 1992)
«Фотограф» (англ. The Public Eye) — художественный фильм 1992 года о жизни фотографа Леона Бернстайна (Джо Пеши) по прозвищу «Великий Бернзини». Прототипом Бернстайна считается знаменитый фотограф Виджи.

## Анонс
Нью-Йорк, 1940-е годы. Леон Бернстайн, сын русских эмигрантов, приехавших в начале XX века в Америку, взял псевдоним «Великий Бернзини». Даже полиция приезжала на место происшествия, когда Леон, как правило, уже фотографировал труп или место преступления.

## В ролях
| Актёр           | Роль                       |
| --------------- | -------------------------- |
| Джо Пеши        | Леон Бернстайн             |
| Барбара Херши   | Кей Левиц                  |
| Стэнли Туччи    | Сэл                        |
| Доминик Чианезе | Сполето                    |
| Дел Клоуз       | Г. Р. Райнман              |
| Макс Брукс      | подросток на Томпсон-стрит |